# Irícuaro
Irícuaro är en ort i Mexiko.   Den ligger i kommunen Salvador Escalante och delstaten Michoacán de Ocampo, i den södra delen av landet, 270 km väster om huvudstaden Mexico City. Irícuaro ligger 2 165 meter över havet och antalet invånare är 314.
Terrängen runt Irícuaro är huvudsakligen kuperad, men åt sydväst är den platt. Irícuaro ligger nere i en dal. Runt Irícuaro är det ganska tätbefolkat, med 78 invånare per kvadratkilometer. Närmaste större samhälle är Pátzcuaro, 12,7 km nordost om Irícuaro. I omgivningarna runt Irícuaro växer huvudsakligen savannskog.